# 施韦尔姆
施韦尔姆（德語：Schwelm，發音：[ʃvɛlm] ⓘ）是德国北莱茵-威斯特法伦州阿恩斯贝格行政区恩讷珀-鲁尔县的城市，也是恩讷珀-鲁尔县的县治，面积20.5平方千米，2023年12月31日人口为28,711人。

## 友好城市
- 法國 圣日耳曼昂莱